# Edmond Halley
Edmond Halley (n. 8 noiembrie 1656, Hackney lângă Londra — d. 14 ianuarie 1742, Greenwich) a fost un astronom, matematician, cartograf, geograf și meteorolog englez.
El a descoperit metoda de măsurare a distanței dintre două stele (Deplasare de paralaxă). După numele său a fost denumită Cometa Halley. Această cometă apare pe cer odată la 76 de ani.

## Biografie
Edmond Halley s-a născut în localitatea britanică Haggerson, pe 8 noiembrie 1656. Acesta a fost pasionat de matematică încă de mic copil, iar în 1673 a studiat la Oxford. După ce a plecat de la Oxford, în 1676, el a plecat pe insula St. Helena, din Atlanticul de Sud, unde a înființat un observator astronomic pentru a putea studia Emisfera Sudică. comete
Halley s-a întors în țara natală în 1678, iar anul ce a urmat a plecat la Gdansk, în Polonia, pentru a rezolva o dispută. 
Tot în 1678, Halley a publicat Catalogus Stellarum Australium, și a fost ales membru al Royal Society.
În anul 1686, Halley a publicat un al doilea volum referitor la cercetările sale din insula St. Helene, însă aceasta era privitoare la musoni. 
În 1682, acesta s-a căsătorit cu Mary Tooke, iar apoi s-a stabilit la Islingtone. Mai târziu, el a avut trei copii. 
Timpul ce a urmat a fost ocupat cu observarea și problemele de gravitație.
Un lucru care îl interesa pe Halley era Legea lui Kepler, despre mișcarea planetelor. În 1684, el a fost chemat la Cambridge de către Isaac Newton, pentru a discuta despre acest lucru. 
În 1703 și-a început cariera de profesor de geometrie la Universitatea din Oxford, iar în 1710 a devenit doctor în științe. 
Din nou, în anul 1705, a publicat o nouă carte, Synopsis Astronomia Cometicae, în care spunea că unele comete apărute în 1456, 1531, 1607 și 1682, sunt de fapt manifestări ale aceleiași comete, care avea să revină (după cum a prezis el) în 1758. 
Edmond Halley a murit pe 14 ianuarie 1742 și a fost îngropat la Sfânta Margareta, care astăzi este ruinată.
Din păcate, Edmond Halley nu a trăit până în 1758, dar, când lumea a văzut cometa care a trecut în acel an, aceasta a fost numită cometa Halley.